# 9815 Mariakirch
9815 Mariakirch este o planetă minoră (asteroid), cu un diametru de 4,505 km, din centura de asteroizi. A fost descoperită pe 24 septembrie 1960 la Observatorul Palomar de Cornelis Johannes van Houten și a fost numită după Maria Margaretha Kirch⁠(d). 
Obiectul prezintă o orbită caracterizată de o semiaxă mare de 2,808104 UAi, o excentricitate de 0,07332, o înclinație de 4,85144 ° în raport cu ecliptica.